# Marcalgergelyi
Marcalgergelyi là một thị trấn thuộc hạt Veszprém, Hungary. Thị trấn này có diện tích 7,76 km², dân số năm 2010 là 408 người, mật độ 53 người/km².